# Albana Vokshi
Albana Sadik Vokshi (ur. 24 lutego 1971) – deputowana do Zgromadzenia Albanii z ramienia Demokratycznej Partii Albanii, działaczka na rzecz praw kobiet, przewodnicząca Demokratycznej Ligi Albańskich Kobiet.

## Życiorys
Ukończyła studia na Wydziale Inżynierii Uniwersytetu Tirańskiego, następnie uzyskała tytuł magistra oraz stopień doktora z zakresu administracji publicznej na Uniwersytecie Columbia.
W latach 2005–2009 była doradczynią premiera Albanii Salego Berishy. W wyborach parlamentarnych z 2009 roku uzyskała mandat deputowanej do Zgromadzenia Albanii, reprezentując w nim Demokratyczną Partię Albanii; z powodzeniem ubiegała się o reelekcję w wyborach z lat 2013 i 2017.